# Abadia territorial de Santa Maria di Grottaferrata
L'abadia territorial de Santa Maria di Grottaferrata (italià: abbazia territoriale di Santa Maria di Grottaferrata; llatí: abbatia territorialis B. Mariae Cryptaeferratae), també coneguda com a "abadia de Sant Nil" (dedicada a Nil de Rossano), és una seu particular de ritu oriental de l'Església catòlica, immediatament subjecta a la Santa Seu, que pertany a la regió eclesiàstica Laci. El 2013 tenia 12 batejats d'un total 12 habitants. Actualment es troba vacant.

## Territori
L'abadia territorial comprèn només l'abadia de Grottaferrata.

## Història
Va ser fundada el 1004 pel sant a qui està dedicada, cinquanta anys abans del cisma entre l'Església Catòlica i l'Ortodoxa.
L'abat Nilo, nascut a la Calàbria romana d'Orient i de ritual grec, fundador de diversos monestirs, va decidir fundar un monestir a les muntanyes del Tuscul, sobre les ruïnes d'una gran vila romana, on sembla que s'hauria aparegut la Mare de Déu.
L'abadia vista no va ser vista completa per Nilo, perquè va morir a Túsculum l'any després de la seva arribada a la zona de Grottaferrata. Els treballs es van completar sota el control de Sant Bartolomeo, cofundador de l'abadia. Les relíquies de Bartomeo encara han de ser trobats a l'abadia, encara que no van ser trobats juntament amb les del Nilo.
Els primers arximandrites de l'abadia després de Sant Nilo, que mai va ser hegumen, van ser Paolo, Cirillo i sant Bartolomeo il Giovane: sota la seva guia l'abadia es va enriquir amb les decoracions, la riquesa i les possessions: en definitiva, de Grottaferrata depenien vint esglésies escampades per tot el centre i sud d'Itàlia. Pocs anys després de la seva fundació, el monestir ja allotjava uns 200 monjos basilians, les donacions contínues portaren l'arximandrita a controlar vastes àrees al Laci i al sud d'Itàlia : els feus campanis de Rofrano a la diòcesi de Policastro i de Conca della Campania a la diòcesi de Caserta, els castells al Laci de Castel de' Paolis a la diòcesi suburbicària d'Albano i de Borghetto de Grottaferrata a la diòcesi suburbicària de Frascati, les masos calabresos de Cotrone, Ungolo i Baracala a l'arxidiòcesi de Cosenza, les rectories de Diano (actual Teggiano i Saxano) a la diòcesi de Capaccio, les granges de Sant Salvatore a la diòcesi suburbicària d'Albano i Colle Peschio a la diòcesi suburbicari de Velletri i el monestir de Morbino a la diòcesi de Venosa. L'abadia també va rebre de molts Papes el reconeixement de la seva independència dels cardenals bisbes de la diòcesi suburbicària de Frascati. En 1462, el cardenal Bessarió va ser nomenat el primer abat comendatari de l'abadia.
Des del segle xvi, però sobretot des del segle xviii, l'abadia va viure una època de renaixement espiritual, amb molts monjos provinents de les colònies albaneses de Sicília i més tard per les comunitats albaneses de Calàbria (arbëreshë). Aquests monjos, en arran de la fe oriental, van mantenir viu el ritu bizantí, eliminant el perill de la crisi ritual ara secular. Els monjos italo-albanesos va substituir la vella guàrdia llatina i llatinitzant que havien pres un ampli espai a Grottaferrata, contribuint al renaixement de la Badia i convertint paleògrafs significatius, liturgistes i musicòlegs.
Molts dels seus més famosos monjos, jeromonacis i arximandrites són italo-albanesos: Lorenzo Tardo, Sofronio Gassisi, Cosma Buccola, Bartolomeo Di Salvo, Gregorio Stassi, Paolo Matranga, Basilio Norcia, Nilo Borgia, Marco Petta de la Sicília albanesa; Saba Abate, Teodoro Minisci, Stefano i Valerio Altimari, Nilo Somma, Emiliano Fabbricatore de la Calàbria albanesa. Aquests mateixos monjos eren promotors de la cura ecumènica entre les Esglésies d'Occident i d'Orient, amb les missions de manteniment de la pau i re-cristianització de territoris en el Balcans convertits, durant la dominació turca, a l'islam, especialment a Albània.
La Santa Seu elevà a monestir exarquic el cenobi de Grottaferrata l'any 1937, poc després de l'eparquia de Piana, aconseguint, gràcies a la presència a l'abadia de monjos de les famílies de la comunitat albanesa a Itàlia, la plena observança del ritu bizantí. L'abadia és part de l'Església italo-albanesa del ritu bizantí.
En 2004 l'apel·lació és el mil·lenni de la fundació de l'Abadia de Santa Maria de Grottaferrata per a l'esdeveniment s'han organitzat nombrosos esdeveniments, la Ciutat del Vaticà va emetre una postal especial i l'Oficina de Correus d'Itàlia va emetre un segell i una cancel·lació especial dedicat a sant Nilo de Rossano i a l'abadia.
Des de 1931 l'Abadia de Grottaferrata és la llar del "Laboratori de restauració de llibres antics," el primer laboratori de base científica per a la protecció del patrimoni bibliogràfic italià. La restauració més prestigiosa efectuada per aquesta autèntica Officina Librorum va ser el de més de 1.000 cartes del Còdex Atlantico de Leonardo da Vinci.

## Cronologia dels arximandrites
- Isidoro Croce, O.S.B.I. † (18 de desembre de 1937 - 1960 mort)
- Teodoro Minisci, O.S.B.I. † (23 de juliol de 1960 - 1972 renuncià)
- Paolo Giannini, O.S.B.I. † (1 d'agost de 1972 - 1992 renuncià)
- Marco Petta, O.S.B.I. † (10 d'agost de 1994 - 2000 jubilat)
- Emiliano Fabbricatore, O.S.B.I. (31 de gener de 2000 - 4 de novembre de 2013 jubilat)
  - Marcello Semeraro, des del 4 de novembre de 2013 (administrador apostòlic)

## Estadístiques
A finals del 2009, la diòcesi tenia 87 batejats sobre una població de 87 persones, equivalent al 100,0% del total.
| any  | població | població | població | sacerdots | sacerdots       | sacerdots       | sacerdots             | diaques | religiosos | religiosos | parroquies |
| ---- | -------- | -------- | -------- | --------- | --------------- | --------------- | --------------------- | ------- | ---------- | ---------- | ---------- |
| any  | batejats | total    | %        | total     | clergat secular | clergat regular | batejats por sacerdot | diaques | homes      | dones      |            |
| 1948 | 95       | 95       | 100,0    | 17        |                 | 17              | 5                     |         | 34         |            | 1          |
| 1970 | 85       | 85       | 100,0    | 18        |                 | 18              | 4                     |         | 30         | 7          | 1          |
| 1980 | 103      | 103      | 100,0    | 27        |                 | 27              | 3                     |         | 42         | 9          | 1          |
| 1990 | 95       | 102      | 93,1     | 25        |                 | 25              | 3                     |         | 39         | 9          | 1          |
| 1999 | 98       | 98       | 100,0    | 15        |                 | 15              | 6                     |         | 25         | 5          | 1          |
| 2000 | 98       | 98       | 100,0    | 15        |                 | 15              | 6                     |         | 25         | 5          | 1          |
| 2001 | 98       | 98       | 100,0    | 15        |                 | 15              | 6                     |         | 25         | 5          | 1          |
| 2002 | 98       | 98       | 100,0    | 15        |                 | 15              | 6                     |         | 25         | 5          | 1          |
| 2003 | 98       | 98       | 100,0    | 15        |                 | 15              | 6                     |         | 25         | 5          | 1          |
| 2004 | 98       | 98       | 100,0    | 15        |                 | 15              | 6                     |         | 25         | 5          | 1          |
| 2009 | 87       | 87       | 100,0    | 10        |                 | 10              | 8                     |         | 15         | 4          | 1          |
| 2013 | 12       | 12       | 100,0    | 8         |                 | 8               | 1                     | 1       | 10         | 3          | 1          |